# Лінгвістична філософія
Лінгвістична філософія (філософія «буденної мови») — філософський напрямок, що ставить своїм основним завданням аналіз природної мови строгими методами. Це один із напрямів аналітичної філософії, що отримав найбільше розповсюдження у Великій Британії, США і деяких інших країнах у 1930-60-ті роки.

## Історія виникнення
Лінгвістична філософія виникла в англійських університетах Кембриджу та Оксфорду (тому інколи її називають оксфордською школою) і бере початок у ідеях Джорджа Мура (його концепцію прийнято називати «філософією здорового глузду»). Як цілісний напрям, лінгвістична філософія оформилась у середині XX століття. Її засновником (разом із Джорджем Муром) вважають Людвіга Вітґенштайна.

## Основні положення
Ідеї лінгвістичної філософії спирались на вивчення двох типів мови — повсякденних розмов (діалогів) та практичного міркування. Цьому розділенню областей вивчення відповідають 2 основних напрямки лінгвістичної філософії: аналіз повсякденної мови та аналіз мови моралі.

Вивчаючи повсякденне мовлення у дії та як явище, лінгвістична філософія включила до кола своїх інтересів динамічний аспект мови: пропорційні установки, їх взаємодія із пропозицією, ситуативні умови та цілі комунікації. Результатами цього напрямку пошуків стали: теорія мовленнєвих актів (Джон Остін), виявлення правил (конвенцій, постулатів) спілкування, поняття імплікатур мови (Герберт Грайс) та ін.

Логічний аналіз практичного судження (тобто мови моралі) було введено представниками лінгвістичної філософії, що займались проблемами етики (Джордж Мур, Патрік Ноулелл-Сміт, Річард Хеар). На противагу етичному натуралізму, вони намагались показати, що ключові для етики оцінні предикати («добрий», «поганий») не відображають жодної природної властивості об'єктів. Це стимулювало пошук нових принципів визначення оцінних та інших значень. Відповідно до загальної для лінгвістичної філософії тенденції, оцінку було визначено у термінах комунікативної установки: позитивна оцінка виражає рекомендацію, що стимулює до дії (за Річардом Хеаром).